# شیدوری
شیدوری که با نام سیدوری نیز شناخته می‌شود، شخصیتی در حماسه گیلگمش است. از او به عنوان یک اِیل‌وایف (زن اِیل‌فروش) یاد می‌شود. در نسخهٔ حفظ‌شدهٔ این تصنیف (بابلی باستان)  که شامل قسمت مربوط به این شخصیت است، او بدون نام است، و در نسخهٔ معیار پسین (بابلی معیار)  که توسط سین-لقی-اونینی گردآوری شده است، نام او فقط در یک سطر (اولین سطر) آمده است. در قطعات حفظ‌شده از ترجمه‌های هوری و هیتی، او را Naḫmazulel یا Naḫmizulen می‌نامند. این مساله مطرح شده که نام او در نسخه معیار از لقبی گرفته شده که مترجم هوری برای او به کار برده است، šiduri به معنای «زن جوان». یک پیشنهاد جایگزین در عوض آن را با نام شخصی اکدی Šī-dūrī، «او نگاهبان من است»، مرتبط می‌کند. در تمام نسخه‌های اسطوره که او در آن ظاهر می‌شود، او به قهرمان توصیه می‌کند، اما محتوای دقیق متن متفاوت است. وجود احتمالی بازتاب‌های انجیلی و یونانی از قطعهٔ شیدوری موضوع بحث‌های علمی است.
در زمینه‌های دیگر، لقب šiduri می‌تواند به الهه‌های هوری مختلفی از جمله آلانی، ایشارا و آلانزو و همچنین اینانا بین‌النهرین اشاره کند. با این حال، معادل‌سازی ایشتار با اِیل‌وایف حماسه گیلگمش، نادرست تلقی می‌شود.

## نام
نام شیدوری اغلب به صورت (dSI-du-ri) آوانویسی می‌شود، اما بر اساس دستور خط‌های جایگزینِ خارج از حماسه گیلگمش اندرو آر. جرج نتیجه‌گیری می‌کند که املای شیدوری دقیق‌تر است. در قطعات بابلی باستانِ حفظشده حماسه گیلگمش، اِیل‌وایف بی‌نام است و حتی در نسخهٔ معیار فقط در یک سطر مستقیماً از او به عنوان شیدوری یاد شده است. قبل از نام او علامت دینگیر، اصطلاحا « معرف الهی»، آمده است و فرض بر این است که او باید در جایگاه خدایی در نظر گرفته شود.
ریشه‌شناسی نام موضوع بحث است و دو نظریه در حال حاضر قابل قبول هستند. به گفتهٔ ویلفرد جی. لمبرت، احتمالاً از نام شخصی معمولی اکدی Šī-dūrī، شناخته‌شده از دوره اور سوم، گرفته شده، که او اینگونه آن را ترجمه کرده است: «او دیوار من است (به صورت استعاری: حفاظت)»؛ اما پیشنهاد دوم، که قبلاً توسط لمبرت به عنوان یک احتمال پذیرفته شده است، آن را با کلمه هوری، شیدوری به معنای «زن جوان» مرتبط می‌کند. یک متن واژگانی بین‌النهرینی اصطلاح شیدوری را مترادف واژه اکدی ardatu فهرست می‌کند که آن نیز به یک زن جوان اشاره می‌کند. اندرو آر. جرج این احتمال را می‌دهد که نام شخصی اکدی یک وام‌واژه هوری بوده که با ریشه‌شناسی عامیانه اکدی شکل گرفته است.
گری بکمن اشاره می‌کند که در ترجمه‌های هوری و هیتی از حماسه که از طریق قطعه‌های به دست آمده در هاتوسا شناخته می‌شود، ایل‌وایف یک نام معمولی هوری دارد، Naḫmazulel یا Naḫmizulen، اما از او به عنوان شیدوری یاد می‌شود. او پیشنهاد می‌کند این اصطلاح، که در این زمینه به عنوان یک لقب عمل می‌کند، بعداً به عنوان یک نامِ کوچک در نسخهٔ معیار بابلی بازتفسیر شد. نام Naḫmazulel نیز با علامت دینگیر نوشته شده است.

### لقبشیدوریدر سایر منابع
در منابع هوری، لقب شیدوری برای الهه‌های گوناگونی به کار می‌رفت، از جمله آلانزو (یکی از دختران هبات)، آلانی و ایشارا.
شیدوری همچنین در سه منبع بین‌النهرینی، سرود ملکه نیپور، فهرست خدای آن = آنوم (لوح IV، سطر چهار) و سری طلسم شورپو به عنوان لقب ایشتار گواهی شده است. به گفتهٔ ویلفرد جی. لمبرت، این واژه به احتمال زیاد فقط در دوره بابلی میانه به این الهه به عنوان یک لقب اطلاق شد و در اصل نماد شخصیت متمایزی بود. او به این نتیجه رسید که شیدوری آنگونه که در حماسه گیلگمش توصیف شده است نمی‌تواند ایشتار باشد.  در شورپو از شیدوری به عنوان الههٔ خِرد یاد می‌شود که به گفته اندرو آر جرج، ممکن است نشان‌دهندهٔ ارتباط با حماسه گیلگمش باشد.
صورت ایشتار که با شیدوری به آن اشاره شد، Šarrat-Nippuri (به اکدی: «ملکه نیپور»، شکل سومری Ungal-Nibru نیز گواهی شده است) بود که در معبد ای-بارادورگارا در نیپور پرستش می‌شد. او برای اولین بار در منابع دوره کاسی گواهی شده است. Šarrat-Nippuri را نباید با Ninnibru (به سومری: «بانوی نیپور»، در اکدی Bēlet-Nippuri) اشتباه گرفت، این واژه عنوانی برای همسر نینورتا، بود که می‌تواند به گولا یا نینیما اطلاق شود.

## حماسه گیلگمش
اِیل‌وایف بی‌نامی که با شیدوری مطابقت دارد، از قبل در نسخهٔ بابلی باستان حماسه گیلگمش که احتمالاً منشا آن سیپار است، ظاهر می‌شود. وقتی با گیلگمش که پس از مرگ انکیدو سوگوار است ملاقات می‌کند، به او پیشنهاد می‌کند که به جای دنبال کردن جاودانگی، باید بپذیرد که مرگ سرنوشت نهایی بشریت است و در عوض از زندگی خود بر روی زمین لذت ببرد و تشکیل خانواده دهد. گیلگمش به این توصیه واکنشی نشان نمی‌دهد، بلکه از او می‌خواهد که او را به اوتنپیشتی هدایت کند. بنت آلستر توصیهٔ ایل‌وایف را به عنوان اولین رویداد ثبت‌شده از درون‌مایهٔ دم را غنیمت شمار تفسیر کرد. اندرو آر. جورج خاطرنشان می‌کند که از آن به عنوان نمایشی از فلسفه لذت‌گرایی تعبیر شده، اما او با این فرض مخالف است و استدلال می‌کند که این متن صرفاً بیان می‌کند که انسان باید به موقعیتی که در زندگی به او اختصاص داده شده راضی باشد. سوزان آکرمن استدلال می‌کند که ایل‌وایف از گیلگمش می‌خواهد تا عزاداری خود را رها کند، «آیین‌هایِ گذاریِ عزاداری را معکوس کرده و به رفتارهای عادی و هنجاری جامعهٔ بین‌النهرین بازگردد».
حداقل یک صحنهٔ ضبط شده بر روی همان لوح، که در آن، خدای خورشید،  شمش، به گیلگمش در مورد بیهودگی تلاش او برای جاودانگی هشدار می‌دهد، در نسخه‌های بعدی مشابهی ندارد، اما توصیه‌های او بسیار مشابه آن چیزی است که بعدها توسط ایل‌وایف ارائه شد.
در نسخهٔ موسوم به «بابلی معیار» حماسه گیلگمش، شیدوری در سطر اول لوح X معرفی می‌شود. این احتمال وجود دارد که او را با شخص بی‌نامی که در آخرین سطرهای لوح IX در حال تماشای گیلگمش از دور توصیف شده است، شناسایی کرد. او در یک میخانهٔ نزدیک به لبهٔ اقیانوس زندگی می‌کند. او صورت خود را پشت یک حجاب پنهان می‌کند، که برای یک ایل‌وایفِ بابلی غیرمعمول است، و به احتمال زیاد قرار است او را برای خوانندگان مرموزتر نشان دهد. او در ابتدا گیلگمش را با یک شکارچیِ حیوانات بزرگِ بالقوه مشکل‌ساز اشتباه می‌گیرد، در را سد می‌کند و بالای پشت‌بام پنهان می‌شود. قهرمان ابتدا تهدید می‌کند به در هجوم آورد، اما بعد از اینکه شیدوری از او می‌پرسد کجاها بوده است، خودش را معرفی می‌کند، کارهای مختلف خود را توصیف می‌کند، مانند شکست دادن هومبابا و نرگاو آسمان، و در پاسخ به پرسش او دربارهٔ وضعیتش توضیح می‌دهد که به دلیل اندوه ناشی از مرگ انکیدو در وضعیت بدی قرار دارد و از شیدوری درخواست می‌کند به او بگوید که چگونه به اوتنپیشتی برسد. ایل‌وایف توضیح می‌دهد که راه دشوار است و هم از طریق اقیانوس و هم از «آب‌های مرگ»ِ دورتر می‌گذرد، و به گیلگمش پیشنهاد می‌کند که از اورشانابی، قایق‌ران اوتنپیشتی، که قایقش او را به مقصد خواهد رساند، کمک بگیرد. با این حال، توصیه‌های غیر مرتبط با خود سفر که او در نسخهٔ قدیمی ارائه می‌دهد، در اینجا وجود ندارد.
اندرو آر جرج پیشنهاد می‌کند که تغییر در توصیه‌های ایل‌وایف یکی از نوآوری‌هایِ سین-لقی-اونینی، کاتبی بود که بر اساس کاتالوگ نوآشوری از متن‌های  میخی و نویسندگان آنان تصور می‌شد که مسئول تهیهٔ نسخهٔ معیار حماسه گیلگمش است. حتی یک منبع متأخر به طور زمان‌پریشانه‌ای او را معاصر گیلگمش می‌داند، اما در واقعیت به احتمال زیاد او در دوره کاسیان فعال بوده است.
پیشنهاد تزوی ابوش مبنی بر اینکه نسخهٔ سومی، حفظ‌نشده، دارای صحنه‌ای است که شیدوری به گیلگمش پیشنهاد ازدواج می‌دهد، اثبات نشده است.

## تأثیر احتمالی بعدی
یک سنت طولانی علمی وجود دارد که استدلال می‌کند که نسخهٔ قدیمی‌تر قطعهٔ شیدوری الهام‌بخش توصیه‌هایی برای زندگی خوبِ شناخته‌شده از کتاب جامعه است (9: 7-9). این نظریه را در ابتدا برونو مایسنر در سال ۱۹۰۲ مطرح کرد. امروزه نیز برخی از محققان از آن پشتیبانی می‌کنند، به عنوان مثال نیلی سامت. با این حال، ارتباط مستقیم بین این دو متن عموما در مطالعات کتاب مقدس یا آشورشناسی پذیرفته نشده است، و سامت اذعان می‌کند که اغلب استدلال شده است که هر دو بخش صرفاً منعکس‌کنندهٔ «یک درون‌مایهٔ مشترک در ادبیات جهان» هستند. اندرو آر. جرج اشاره می‌کند که محتوای هر دو قسمت مشابه است، اما ارتباط مستقیم را بعید می‌داند، زیرا ایل‌وایف فقط در قطعه‌های بابلی باستان گیلگمش را توصیه می‌کند، اما نه در نسخه‌های بعدی حماسه.
مارتین لیچفیلد وست پژوهشگر دورهٔ کلاسیک پیشنهاد کرد که رویارویی گیلگمش و ایل‌وایف در نسخهٔ بابلی باستان الهام‌بخش ملاقات سرسی و اودیسئوس در ادیسه بوده است. او به اشتباه از شیدوریِ به تصویر کشیده شده در حماسه گیلگمش به عنوان «صورتی از ایشتار»، نام می‌برد تا سعی کند تفاوت‌های بین او و سرسی، به ویژه ارتباط با حیوانات وحشی را که فقط در مورد اول به نمایش گذاشته بود، آشتی دهد. اندرو آر. جرج با پیشنهادهای وست در مورد ارتباط مستقیم بین اسطوره‌های گیلگمش و ادیسه مخالف است و آشنایی نویسندگان یونانی با نسخهٔ معیار بابلی را غیرمحتمل می‌داند. او خاطرنشان می‌کند که به احتمال زیاد یونانیان تحت تأثیر یک سنت ادبی غربی و فنیقی بوده‌اند که برخلاف متن‌های میخی بین‌النهرین باقی نمانده است و ارزیابی اینکه آیا در میان داستان‌هایی که از این طریق به یونانیان منتقل شده است، نسخه‌هایی از حماسه گیلگمش وجود داشته یا خیر را ناممکن کرده است. او همچنین خاطرنشان می‌کند که در برخی موارد شباهت‌های این متن‌ها ممکن است ناشی از تکیه بر اسطوره‌های مشابه باشد تا تأثیر مستقیم یکی بر دیگری. موضع جرج در مورد ارتباط بین ادبیات یونان و بین‌النهرین توسط گری بکمن نیز پشتیبانی می‌شود.

## واژگان
1. ↑  alewife
2. ↑  Wilfred G. Lambert
3. ↑  Lexical lists
4. ↑  Gary Beckman
5. ↑  Hymn to the Queen of Nippur
6. ↑  Šurpu
7. ↑  Bendt Alster
8. ↑  Susan Ackerman
9. ↑  Tzvi Abusch
10. ↑  Bruno Meissner
11. ↑  Nili Samet
12. ↑  Martin Litchfield West